# Гакиев, Ахмед
Ахмед Гакиев — российский боец смешанных единоборств, представитель легчайшей весовой категории. Выступает на профессиональном уровне с 2015 года.

## Спортивные достижения
- Чемпионат Чеченской Республики по ММА (Грозный 2015[1]) — .
- Чемпионат СКФО по ММА — ;
- Чемпионат России по FCF — [2].

## Статистика ММА
| Боёв 12         | Побед 9 | Поражений 3 |
| --------------- | ------- | ----------- |
| Нокаутом        | 2       | 1           |
| Сдачей          | 0       | 1           |
| Решением        | 7       | 1           |
| Ничьи           | 0       | 0           |
| Не состоявшихся | 0       | 0           |

| Результат | Рекорд | Соперник               | Способ                                    | Турнир                                  | Дата             | Раунд | Время | Место | Примечание         |
| --------- | ------ | ---------------------- | ----------------------------------------- | --------------------------------------- | ---------------- | ----- | ----- | ----- | ------------------ |
| Победа    | 9-3    | Олег Олчонов           | Решением (единогласным)                   | ACA YE 29 - ACA Young Eagles 29         | 17 сентября 2022 | 3     | 5:00  |       |                    |
| Победа    | 8-3    | Давлат Усмонов         | Решением (единогласным)                   | ACA YE 25                               | 19 марта 2022    | 3     | 5:00  |       |                    |
| Победа    | 7-3    | Сергей Шехкелдян       | Решением (единогласным)                   | ACA YE 20 ACA Young Eagles 20           | 16 августа 2021  | 3     | 5:00  |       |                    |
| Поражение | 6-3    | Мухитдин Холов         | Сабмишном (удушение сзади)                | ACA YE 14 ACA Young Eagles              | 14 ноября 2020   | 2     | 2:24  |       |                    |
| Победа    | 6-2    | Чармигула Серажутдинов | Решением (единогласным)                   | ACA YE 12 ACA Young Eagles              | 7 марта 2020     | 3     | 5:00  |       |                    |
| Победа    | 5-2    | Алайбек Соронбаев      | Решением (единогласным)                   | WEF 71 ProfFight 30: Kasumov vs. Karaev | 14 апреля 2019   | 3     | 5:00  |       |                    |
| Победа    | 4-2    | Герман Барсегян        | Техническим нокаутом (травма руки)        | WFCA 49 Grozny Battle                   | 14 июля 2018     | 2     | 4:54  |       |                    |
| Победа    | 3-2    | Владислав Королевский  | Техническим нокаутом (остановка доктором) | WFCA 41 Grozny Battle                   | 24 августа 2017  | 1     | 5:00  |       |                    |
| Поражение | 2-2    | Азиз Сатибалдиев       | Решением (единогласным)                   | WFCA 36 Grozny Battle                   | 29 апреля 2017   | 3     | 5:00  |       |                    |
| Победа    | 2-1    | Абилкаир Дуйсалинов    | Решением (единогласным)                   | Alash Pride Atyrau the Beautiful        | 16 января 2016   | 2     | 5:00  |       |                    |
| Победа    | 1-1    | Арсен Кошкарев         | Решением (единогласным)                   | WFCA 10 - Grozny Battle                 | 5 октября 2015   | 3     | 5:00  |       |                    |
| Поражение | 0-1    | Абдулатип Магомедов    | Техническим нокаутом (удары)              | Liga Kavkaz Battle in Babayurt          | 1 февраля 2015   | 2     | 2:20  |       | Дебют в проф. ММА. |